# Пентоне
Пенто̀не (на италиански: Pentone) е село и община в Южна Италия, провинция Катандзаро, регион Калабрия. Разположено е на 648 m надморска височина. Населението на общината е 2209 души (към 2012 г.).